# مجزرة عائلة أبو شريعة
مجزرة عائلة أبو شريعة (7 يونيو 2025) هي مجزرة ارتكبها سلاح جوّ الإحتلال الإسرائيلي يوم السبت 7 يونيو 2025 ثاني أيام عيد الأضحى، حينما استهدفت غارة جوية إسرائيلية منزلاً لعائلة أبو شريعة في حيّ الصبرة جنوب غرب مدينة غزة. أسفرت هذه المجزرة الإسرائيليّة عن استشهاد أكثر من 30 مواطناً وأصيب أكثر من 50 أخرون بجروح.

## خلفية الحدث
في ساعاتِ الصباح الأولى من يوم السابع من أكتوبر 2023 أطلقت حركة المقاومة الإسلامية حماس عبر ذراعها العسكري كتائب الشهيد عز الدين القسام عملية طوفان الأقصى وذلك ردًا على الاعتداءات الإسرائيلية وتدنيس الأقصى والاستمرار في الاستيطان كما أكّد على ذلك محمد الضيف القائد العام للقسّام والذي أعطى إشارة انطلاق العمليّة التي شهدت اقتحامًا من المقاومين لمستوطنات غلاف غزة ونجحوا في قتلِ عدد كبيرٍ من الجنود الإسرائيلين، وأسر عشرات آخرين كما استطاعوا خلال ساعات قطع عشرات الكيلومترات ووصلوا لمستوطنات أبعد من تلك المحيطة والقريبة من قطاع غزة.
استمرَّت الاشتباكات بين الجيش الإسرائيلي وبين المقاومين في عديد من المستوطنات وعلى رأسها مستوطنة سديروت. الرد الإسرائيلي على هذه العمليّة جاء من خلال شنّ سلاح الجو الإسرائيلي عشرات الغارات العشوائيّة على القطاع متسبّبة في مقتل عشرات المدنيين وتدمير البنية التحتية لمدن القطاع، ليصل حد فرض إغلاق شامل وقطع متعمد لكل الخدمات من ماء وكهرباء وغاز، وهو ما هدَّد حياة أكثر من مليونَي فلسطيني يعيشُ داخل القطاع الذي يُعاني أصلًا من تبعات الحصار الخانق عليهم منذ ستة عشر عاماً.

## المجزرة
منذ بدء الحرب الفلسطينية الإسرائيلية 2023، قام سلاح الجو الإسرائيلي بقصف العديد من المنازل المدنية وارتكاب العديد من المجازر بحق المدنيين، ومن بينهم مجزرة عائلة أبو شريعة، ما أدى إلى استشهاد أكثر من 30 فرد من أفراد العائلة والعديد من الإصابات.